# Plagithmysus muiri
Plagithmysus muiri là một loài bọ cánh cứng trong họ Cerambycidae.